# 甲状軟骨
甲状軟骨（、英: thyroid cartilage）は喉頭を構成する軟骨で最大のものである。

## 構造
甲状軟骨は喉頭を構成する軟骨のなかで最も大きく、複数の部位に分けられる。以下は部位の一覧である：
- 前面（正中）
  - 上甲状切痕（、英: superior thyroid notch）
  - 喉頭隆起
  - 下甲状切痕（、英: inferior thyroid notch）
- 前側面
  - 右板（英: right lamina）
  - 左板（英: left lamina）
  - 下甲状結節（、英: inferior thyroid tubercle）: 左右
- 後側面
  - 上角（、英: superior horn）: 左右
  - 下角（、英: inferior horn）: 左右

大きくは右板・左板・上角・下角で構成される。右板・左板は前側面を構成する大きく平らな板状部位であり、この2つは正中前面で結合している。その正中線の上端と下端には切痕があり、それぞれ上甲状切痕・下甲状切痕と呼ばれる。上甲状切痕の下部は体表から観察できるほど大きく前方に隆起しており、この領域は喉頭隆起と呼ばれる（別名: 喉仏、アダムの林檎）。右板・左板の後方には上角・下角があり、他との関節・筋の付着などを担う。